# Wilhelm Fetthauer
Wilhelm Fetthauer  (* 7. September 1866 in Wied (bei Hachenburg); † 23. April 1925 ebenda) war ein deutscher Mühlenbesitzer und Abgeordneter des Provinziallandtages der Provinz Hessen-Nassau.

## Leben
Wilhelm Fetthauer war ein Sohn des Landwirts und Mühlenbesitzers Peter Fetthauer († 1877) und dessen Ehefrau Philippine geb. Fischer (1843–1935).
Er übernahm den väterlichen Mühlenbetrieb, trat der Deutschnationalen Volkspartei bei und wurde kommunalpolitisch aktiv.
1920 erhielt er ein Mandat für den Nassauischen Kommunallandtag des preußischen Regierungsbezirks Wiesbaden bzw. den Provinziallandtag der Provinz Hessen-Nassau.
In den 1920er Jahren war er Mitglied des Kreisausschusses des Oberwesterwaldkreises. 
1921 wurde er für den Landtag nicht wiedergewählt, weil die Deutschnationale Volkspartei keine Wahlliste aufgestellt hatte.